# Модная лавка
«Модная лавка» — комическая пьеса в трёх действиях, написанная И. А. Крыловым в 1806 году. Впервые была напечатана в 1807 году, второй раз в 1816. Впервые была поставлена на театральной сцене Петербурга 27 июля 1806 года.

## Сюжет
Сюжет комедии направлен на обличение общественных пороков XIX века. Хотя проблемы, поднятые автором в пьесе актуальны и по сей день.
Неслучайно выбрано основное место действия комедии, модная лавка мадам Каре, в которой можно купить товары из Франции. Этим автор подчёркивает увлечение модными веяниями зарубежья, которые разорительны и антипатриотичны. Увлечение французской модой, которой придерживается жена помещика Сумбурова, контрастирует со поверхностными взглядами её мужа, приверженца русского: «Я ведь за модой не гонюсь и муж старинного русского разбора…». Сумбуров, который на первый взгляд является голосом автора, представлен неоднозначно: он высказывается за русские традиции и против иностранной моды, но при этом не может поставить на место вздорную жену, ведётся на обман, боится общественного осуждения.
В пьесе представлена и другая социальная проблема — пренебрежение и бездушное отношение к людям более низкого сословия, который поневоле приходится выносить любое безобразное поведение господ. В комедии показано более высокое интеллектуальное положение молодой крепостной девушки, которая с помощью великолепной находчивости, помогает молодому дворянину Лестову добиться руки и сердца своей госпожи Лизы, дочери Сумбурова.
Итог пьесы подводит глава семейства Сумбуров: «Я хочу, чтоб меж нами был всеобщий мир, только с тем условием, чтоб вперед на версту не подъезжать к французским лавкам»".

## Критика
Отсутствие авторского слова отмечает О. М. Фельдман. Критики были удивлены, что быт был изображён автором с использованием ругательств, и что образ главного героя выходит за границы традиционного представления, что он «не довольно любезен, чтобы заставить зрителя за него бояться», из представлений его характера нельзя сделать однозначный вывод о счастье главных героев. О нетрадиционности представления комедии отзывается и рецензент «Лицея»: нет наказания героев за их проступки.
Критики отмечают невероятный успех данной пьесы на театральной сцене. Н. Степанов пишет, что произведение проникнуто «горячим патриотическим чувством», с целью побуждения уважения и любови к русской культуре, сохранения национальных традиций. Театральные критики отмечали, что комический эффект длится на протяжении всей пьесы, «характеры героев прекрасные, и притом пьеса написана чистым русским языком и весьма нравоучительна».